# Il mondo alla rovescia (album)
Il mondo alla rovescia, pubblicato nel 2023, è l'ottavo album del gruppo mantovano Sine Frontera.

## Tracce
1. Ducato diesel – 4:01
2. Il mondo alla rovescia – 2:49
3. Citroen blu – 4:17
4. Learco Guerra – 4:15
5. Sharaf – 4:17
6. C'est fini – 4:42
7. Gestore di locale – 4:16
8. Il signore della pianura – 2:36
9. La rotta del Sole – 3:10
10. Pinocchio – 3:06
11. Filo di vento – 4:07
12. Duemilaventi – 4:43

Durata totale: 46:19

## Formazione
- Antonio Resta – voce
- Fabio Ferrari – basso elettrico
- Simone Angiuli – violino
- Enrico Truzzi – batteria
- Matteo Del Miglio - trombone
- Federico Ferrari– chitarra solista, voce
- Simone Dalmaschio – percussioni, voce
- Angelo